# 陳済棠
陳 済棠（ちん さいとう、1890年2月12日（光緒16年正月23日） - 1954年11月3日）は、中華民国の軍人。国民政府（国民革命軍）に属し、民国時代に広東省を統治した西南派の一員である。中国国民党内の蔣介石と広西派の対立を利用して地歩を確立し、西南軍事委員会委員長、国民党中央執行委員などを歴任した。1931年に広東政権（広州国民政府）を樹立し、日中戦争（抗日戦争）勃発直前まで、蔣介石と対立していた。国共の対立では一貫して反共の立場をとった。字は伯南。

## 事跡

### 広東軍での台頭
農民の家庭に生まれる。1907年（光緒33年）、広東陸軍小学に入学した。1908年（光緒34年）春、教官の鄧鏗の紹介で中国同盟会に加入した。1912年（民国元年）、広東陸軍軍官学校（広東陸軍速成学校）に入学し、翌年に卒業した。
1915年（民国4年）12月からの護国戦争（第三革命）以降、広東軍において軍歴を重ねる。1923年（民国12年）、劉震寰率いる滇桂軍の第2旅旅長に昇進した。同年7月、李済深が西江善後督弁となると、陳済棠は督弁公署参謀長を兼任し、中国国民党に味方する新桂系李宗仁らを支援した。
1925年（民国14年）7月、広州に国民政府が成立すると、陳済棠は第11師師長に昇進する。1926年（民国15年）には、欽廉警備司令を兼任する。北伐時には後方を固めるなど、広東省と海南島の平定に尽力した。また、陳は反共姿勢が強く、1927年（民国16年）に一時ソ連に視察に赴いたものの、帰国後は蔣介石に対してより強固に反共政策の推進を進言した。1928年の海陸豊ソビエト地区攻撃にも積極的に参加した。
その後も、陳済棠は蔣介石を支持して戦歴を重ねた。1929年（民国18年）3月、陳の上司にあたる李済深が蔣との対立の末に軟禁下に置かれると、陳はこれを機に蔣にさらに接近する。陳は討逆軍第8路軍総司令に任命されて広東の軍権を掌握した。1930年（民国19年）の中原大戦でも、李宗仁らの広西軍の背後を衝いて、蔣軍の勝利に貢献した。

### 陳済棠の広東統治

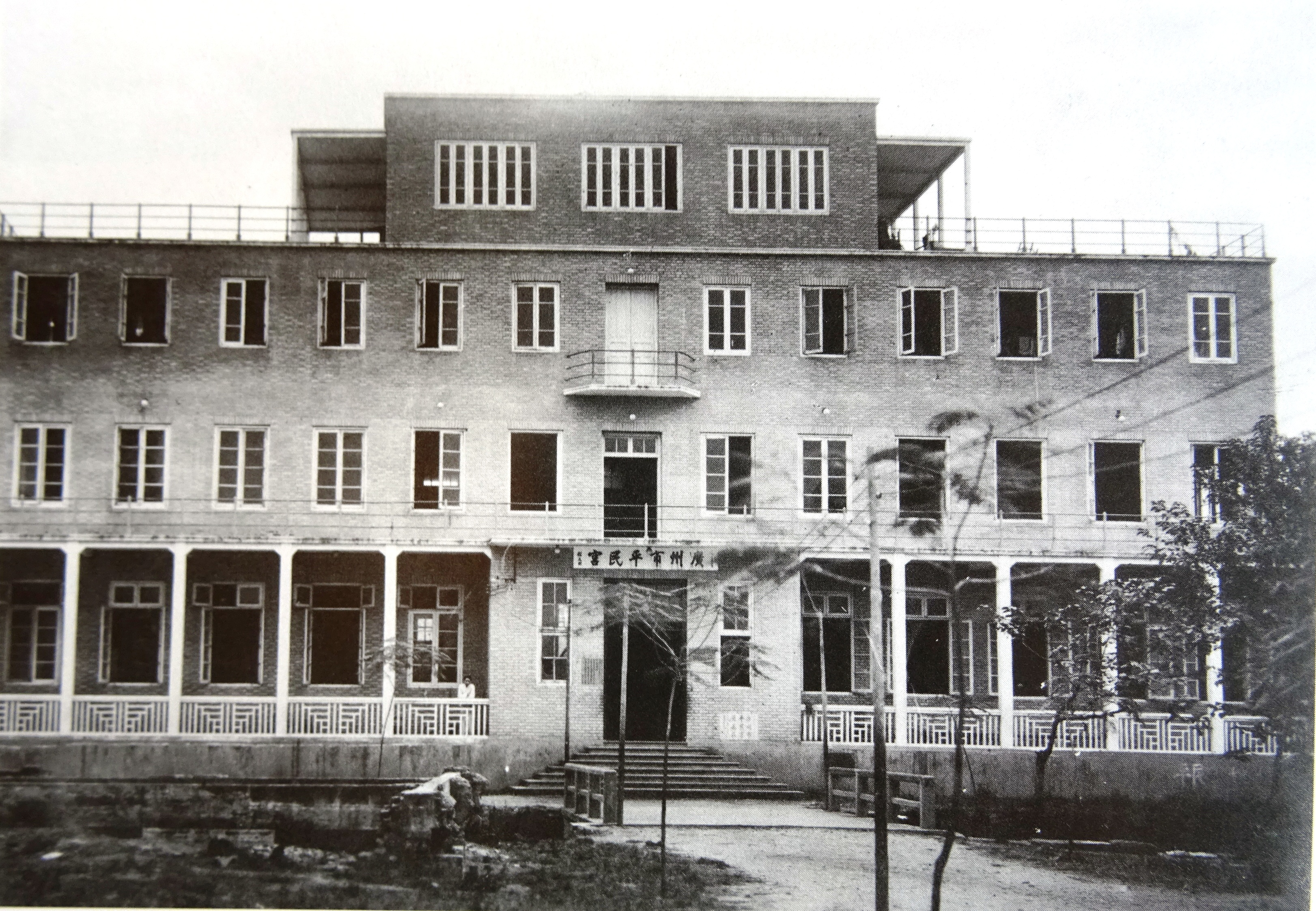
広州の市民の住宅問題を解決する、平民宮は1931年の終わりに完成した。

しかし、蔣介石は直系ではない陳済棠に警戒感を解かなかった。しかも、中原大戦後は軍縮を求めてきたため、陳は反感を抱くようになる。1931年（民国20年）、国民党元老の胡漢民が蔣と対立して軟禁下に置かれると、陳は反蔣派の政治家たちに協力して、ついに反蔣の旗幟を掲げる。同年5月には、反蔣派が広州に結集して、非常会議を開催し、南京とは別個の国民政府を樹立した。ただし、まもなく満洲事変が発生したために、南京と広州は決定的な対決を回避するようになる。
陳済棠の広東支配は、1929年（民国18年）から7年に及んだ。この間に陳が行った様々な産業・インフラ・交通の整備・拡充などの政策については評価が高く、広東に安定と発展をもたらした。教育面では孔子崇拝を強化し、「四維八徳」を幅広く宣伝した。その一方で、陳は占星術や風水も信じ、人事や財務にまで影響を及ぼすという事態も招いている。
広東を半独立状態とする陳済棠に対し、蔣介石はしばらくは融和姿勢をとった。このため、陳は中国共産党討伐に協力している。1933年（民国22年）の福建事変でも、陳は蔣を支持して中華共和国を討伐し、これを崩壊させた。
しかし1936年（民国25年）5月、陳済棠は李宗仁らと連合して、安内を攘外に優先させる蔣介石に対し、攘外＝抗日を優先すべきと主張して挙兵した（「両広事変」）。これは李宗仁とともに両広に軍事委員会をつくり、みずから委員長となったものである。一方の蔣は切崩し工作を開始し、余漢謀・李漢魂といった陳配下の有力軍人を次々と帰順させた。政略で劣勢に立たされた陳は、同年7月に敗北して香港へ逃亡し、さらに欧州へ視察に赴いた。こうして、陳による広東支配は終焉したのである。

### 晩年

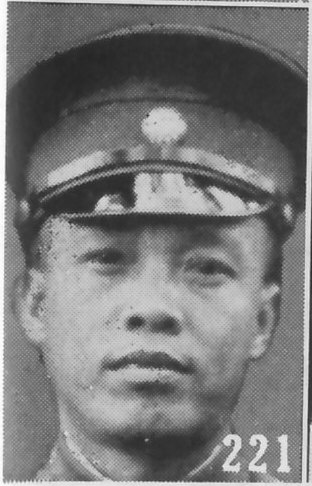
陳済棠（『最新支那要人伝』1941年）

その後、陳済棠は蔣介石と和解して、1937年（民国26年）9月に帰国した。国共内戦終盤に海南島を守備し、中国人民解放軍への抵抗を目論んだ。しかし、1950年（民国39年）4月、最終的に敗北し台湾に逃亡した。以後、総統府資政、戦略顧問をつとめている。
1954年（民国43年）11月3日、台北で病没した。享年65（満64歳）。